# Àcid oxidant
Un àcid oxidant, en anglès: oxidizing acid, és un àcid Brønsted  que és un fort agent oxidant Tots els àcids Brønsted poden actuar com agents oxidants, perquè el protó àcid pot ser reduït a gas hidrogen. Alguns àcids contenen altres estructures que actuen com agents oxidants més potents que l'ió hidrogen. Generalment aquests contenen oxigen en la seva estructura aniònica. Aquest àcids inclouen l'àcid nítric, àcid perclòric, àcid clòric, àcid cròmic, i àcid sulfúric concentrat,entre d'altres.

## Propietats generals
Els àcids oxidants sovint poden oxidar certs tipus de metalls reactius, en els quals l'agent actiu oxidant no són ions H+ ions. Per exemple, el coure és força uin metall no reactiu i no reacciona amb àcid hidroclòric concentrat. tanmateix, fins i tot l'àcid nítric diluït pot oxidar el coure a ions Cu2+ ions, amb els ions nitrat que actuen com oxidant efectiu:
3 Cu + 8 HNO₃ → 3 Cu2+ + 2 NO + 4 H₂O + 6 NO₃−
De vegades la concentració de l'àcid és un factor per a ser fortament oxidant .També el coure no reacciona amb àcid sulfúric diluït però en àcid sulfúric concentrat permet que l'alta concentració de sulfats en l'ambient actuïn com a agent oxidant:
Cu + 2 H₂SO₄ → SO₂ + 2 H₂O + SO₄2− + Cu2+